# 26382 Charlieduke
26382 Charlieduke è un asteroide della fascia principale. Scoperto nel 1999, presenta un'orbita caratterizzata da un semiasse maggiore pari a 3,1649443 au e da un'eccentricità di 0,1415992, inclinata di 21,16912° rispetto all'eclittica.
L'asteroide è dedicato all'astronauta statunitense Charles Moss "Charlie" Duke Jr.